# Королівська битва (фільм)
«Королівська битва» (яп. バトル·ロワイアル, Баторія ровайару, англ. Battle Royale) — японський художній фільм 2000 року режисера Кіндзі Фукасаку за  однойменним романом Косюна Такамі.
За сюжетом, в мілітаризованій Японії недалекого майбутнього існує «Королівська битва», бій насмерть, куди щороку відправляють випадковий клас школярів. Сюя Нанахару з однокласниками потрапляє в «Королівську битву» і намагається не приймати правил гри. Його метою стає втекти, не давши загинути й іншим.

## Сюжет
На початку III тисячоліття в результаті економічної кризи втратили роботу 15 % населення Японії. Через скруту 800 тис. школярів покинули навчання, зростає підліткова злочинність. Для залякування народу було створено «Королівську битву». Щороку один випадковий клас школярів доставляється на покинутий острів, де відбувається смертельне змагання. Останній вцілілий у ньому отримує свободу. Сюя Нанахару, після того як його батько повісився, розчаровується в житті. Його друг Нобу ранить ножем учителя Кітано, який після цього звільняється.
Через рік клас везуть на екскурсію. Сюя помічає на дорозі військових, але не здогадується для чого вони поставлені. Несподівано в автобус запускають присипляючий газ і вивозять школярів на острів. Вони отямлюються в покинутій школі, на шиї кожного знаходиться ошийник. Прибуває Кітано й повідомляє, що їх обрано для «Королівської битви» — бою насмерть, в якому може вижити тільки один. Він показує відео, з якого стає відомо, що острів поділено на зони. Кожні 6 годин одна зона стає небезпечною — ошийники всіх, хто перебуває в ній, вибухають. Також вони вибухають в усіх, хто намагається їх зняти чи інакше порушити правила. Якщо за три дні переможець не визначиться, всі вцілілі загинуть. Щоб довести серйозність намірів, Кітано підриває ошийник Нобу. Обурені, але налякані учасники «Королівської битви» отримують рюкзаки з випадковим спорядженням і зброєю. По одному їх випускають на острів.
Сюя об'єднується з однокласницею Норіко, вони переховуються від тих, хто прийняв правила гри та почав полювати на інших. Група учасників тим часом викриває, що серед них є засланий під виглядом нового учня підбурювач Казуо. Той розстрілює навколишніх і забравши їхню зброю вирушає на пошуки решти. В різних місцях учасники змагання вбивають одні одних, одні грубою силою, інші підступно. Багато хто згадує колишні образи і бачить шанс помститись.
Вранці наступного дня Кітано повідомляє крізь гучномовці список загиблих і небезпечну зону. Сюя з Норіко опиняються в ній і, тікаючи, натрапляють на кількох хлопців, що намагаються їх убити, але гинуть самі. До них приєднується добре озброєний Шінджі, втрьох вони виявляють групу дівчат, які закликають не битися. Тих розстрілює Казуо й вирушає далі вбивати для розваги. Сюя, Норіко та Шінджі зустрічають ще кількох хлопців, Ютаку та Іджіму, які переховуються завдяки сенсору Сугімури. Шінджі радить нікому не вірити і тікає з наміром підірвати школу та вбити Кітано. Дівчина Міцуко вбиває всіх на шляху, особливо однокласниць. Сугімура розшукує шукає Каяко, в яку закоханий, а дорогою рятує Сюю від Казуо.
За якийсь час Норіко стає зле через рану. Сюя знаходить Кавада, котрий лікує її. Шінджі розуміє, що всіх прослуховують, тому текстом дає завдання розшукати компоненти вибухівки. Кавада розповідає, що він вижив у колишній «Королівській битві», вбивши дівчину, яку кохав, а його дядько — партизан, який навчив виживанню. Група дівчат переховуються на маяку, де лікують пораненого Сугімуру. Одна з них помирає від отруєння, що сіє між ними розбрат. Вони вбивають одні одних, виживає тільки Назумі, яка слідом викидається з маяка.
Міцуко знаходить Норіко, але поява Кітано змушує її втекти. Кітано дарує Норіко парасольку, вважаючи її найбільш достойною виграти «Королівську битву». Сугімура знаходить Каяко, але вона стріляє в нього і обоє помирають разом. Міцуко знаходить Казуо, котрий встигає застрелити її. Коли вибухівка готова, нападає Казуо і Шінджі підриває її, через що гине, але засліплює Казуо і той гине від рук Кавади.
Лишаються тільки Сюя, Норіко та Кавада. Несподівано Кавада спрямовує на Сюю з Норіко пістолет зі словами, що це був його спосіб дожити до фіналу. Він стріляє і Кітано вирушає забрати переможця. Але скоро Кітано розуміє — той зламав нашийники і Сюя з Норіко живі. Норіко стріляє в Кітано. Викравши човен, Сюя, Норіко та Кавада відпливають з острова. Дорогою Кавада помирає від отриманих ран, втікачів оголошують в розшук як злочинців. За якийсь час Сюя та Норіко опиняються на одному з островів Японії та вирішують продовжити боротьбу проти жорстокої влади.

## Основні персонажі
| Персонаж        | Актор           | Характеристика |
| --------------- | --------------- | --- |
| Сюя Нанахару    | Тацуя Фуджівара | Головний герой фільму, 15-ирічний хлопець, осиротілий після самогубства батька. В «Королівській битві» отримує номер 15 і марне спорядження (кришка від каструлі замість зброї) та одразу ж відмовляється вбивати однокласників. Однак, він виживає завдяки співпраці з Норіко та іншими, хто не приймає правил гри. Врешті йому вдається втекти з Норіко та Сього.                  |
| Норіко Накагава | Акі Маеда       | Дівчина, в яку закоханий Тацуя, але яка зустрічалась з його другом. Після його смерті об'єднується з Сюєю. Вона сховала ніж Нобу, чим врятувала його від покарання, а після втечі забрала його з дому як символ боротьби. |
| Сього Кавада    | Таро Ямамото    | Хлопець, що вже виграв у колишній «Королівській битві», але був змушений убити дівчину, яку кохав. Він зумисне повертається у гру, щоб помститись її організаторам і розгадати чому його кохана посміхалась перед смертю. Сього володіє навичками виживання та має намір вбити Кітано, для чого об'єднується з Сюєю та Норіко.                                                       |
| Кадзуо Кіріяма  | Місанобу Андо   | Безжальний вбивця, що вирушив на «Королівську битву» добровільно для розваги під виглядом нового учня в класі. Він убиває найбільше однокласників та підбурює їх до ворожнечі. |
| Міцуко Сома     | До Сібасакі     | Жорстока дівчина, озброєна серпом. У вбивствах вона бачить помсту за колишні приниження. Не приймаючи ні з ким співпраці, вона доживає майже до самого фіналу. |
| Шінджі Мімура   | Цукамото Такаші | Інтелектуал, який уникає ворогів. Він організовує виготовлення бомби проти розпорядників гри та зламує їхні комп'ютери, викриваючи прослуховування учасників. Також він знаходить спосіб вимкнути нашийники. |
| Хірокі Сугімура | Сосуке Такаока  | Його метою стає знайти кохану дівчину Каяко та померти разом. Попри рани, він тривалий час виживає і намагається нікого не вбивати. В цьому йому допомагає пристрій для відслідковування нашийників. |
| Кітано          | Такесі Кітано   | Інструктор «Королівської битви», колишній вчитель, що звільнився після того, як його поранив учень. Він байдуже ставиться до смертей, але симпатизує Норіко та навіть допомагає їй. Час від часу він телефонує своїй дочці Шіорі, котра знає чим він займається і врешті каже аби той не повертався додому. Після цього він, попри нагоду вбити Сюю, Норіко та Сього, дає їм утекти. |

## Нагороди та номінації
- 2001 — 4 нагороди Японської Кіноакадемії: найкращий монтаж (Хірохіде Абе), новачок року (Тацуя Фуджівара і Акі Маеда), найпопулярніший фільм.
- 2001 — 6 номінацій на нагороди Японської Кіноакадемії в категоріях: найкращий фільм, найкращий режисер (Кіндзі Фукасаку), найкращий актор (Тацуя Фуджівара), найкраща музика (Масаміті Амано), найкращий сценарій (Кент Фукасаку), найкращий звук (Куніо Андо).
- 2001 — 2 нагороди «Блакитна стрічка» (Blue Ribbon) найкращому фільму і найкращому новому акторові (Тацуя Фуджівара).
- 2001 — номінація на найкращий фільм на Каталонському кінофестивалі в Сіджасі.

## Оцінки й відгуки
На сайті Rotten Tomatoes фільм має рейтинг 88 % на основі 48 рецензій з консенсусом критиків: «„Королівська битва“ — це неоднозначна та жорстока притча про підлітковий вік, що підсилює підліткову мелодраму ставками на життя або смерть.». Фільм стоїть на першому місці в списку 20 найкращих фільмів з 1992 року за версією Квентіна Тарантіно.
Джейсон Корснер з BBC відгукнувся, що фільм — «Це битва розумів і виживання найсильніших з набагато вищими ставками, ніж це показує телевізійне реаліті-шоу. Захопливо бачити, як одні діти без жалю відрікаються від себе, а інші гуртуються разом, марно сподіваючись, що вони зможуть перемогти систему. Як глядачі, ми вболіваємо за останнє, незважаючи на відверту марність їхньої співпраці… це захопливий фільм-бойовик, який дає нам гідний урок дисципліни, командної роботи та рішучості, але поміщає їх у навмисно провокаційну, приголомшливо насильницьку обгортку».
Пітер Бродшоу писав для «The Guardian», що «„Королівська битва“ заснована на японському бестселері, але насправді натхненна власною травмою [автора] в 1945 році…фільм подає традиційний науково-фантастичний вид спорту з ідеєю про розпад суспільства та подальше нав'язуванням терору й тиранії. Але Фукасаку робить з цього виразно японську метафору долі падіння імперії: затято гордої войовничої цивілізації, що усвідомлює власну смертність. Як і Шінджі Аояма та Такаші Мійке, він досліджує дуже японське нездужання».
Сара Стюарт в ретроогляді для «New York Post» писала: «Звичайно, покійний режисер Кінджі Фукасаку, схоже, не надто дбає про сюжет (ті „небезпечні зони“ ніколи не реалізуються, і обґрунтування для всього доволі туманне), але його „Королівська битва“ — це чудово закручене лицедійство: шанси в цій грі виглядають ні на чию користь».

## Сиквел
У 2003 році вийшов сиквел «Королівська битва 2» того ж режисера і з тим же актором у головній ролі.

## Вплив
Спільну назву «Королівська битва» отримала ціла тема творів, де описується смертельна боротьба групи персонажів одних проти інших. Особливо багато таких творів припало на 2010-і роки. Іноді вони виділяються в окремий жанр «Королівської битви». До таких належать романи та фільми серії «Голодні гри», фільми серії «Чистка», фільм «Нація убивць». «Королівська битва» відтворена в різному антуражі в таких відеоіграх, як ARMA 2, H1Z1, PlayerUnknown's Battlegrounds, Fortnite, Counter-Strike: Global Offensive, Knives Out, Rules of Survival, Garena Free Fire, Call of Duty: Black Ops 4 та Apex Legends.